# 数学甲子園
数学甲子園（すうがくこうしえん）は日本の中学生・高校生が団体戦で数学の能力を競う大会である。
2017年度第10回大会から優勝チームに文部科学大臣賞が授与されることになった

## 概要
公益財団法人日本数学検定協会「数学甲子園」実行委員会が主催している大会である。中学校、高等学校、中等教育学校、高等専門学校（3年生まで）、特別支援学校（中学部・高等部のみ）に在学する生徒または学生が参加することができる。

## 第1回（2008年）数学甲子園 結果
優勝 愛知県立時習館高等学校
準優勝 静岡県立富士高等学校
敢闘賞 海陽中等教育学校

## 第2回（2009年）数学甲子園 結果
優勝 愛知県立時習館高等学校
準優勝 静岡県立富士高等学校
敢闘賞 樹徳高等学校

## 第3回（2010年）数学甲子園 結果
優勝 福井県立藤島高等学校
準優勝 立教池袋高等学校
敢闘賞 滝高等学校

## 第4回（2011年）数学甲子園 結果
優勝 樹徳高等学校
準優勝 愛知県立岡崎高等学校
敢闘賞 滝高等学校

## 第5回（2012年）数学甲子園 結果
優勝 海陽中等教育学校
準優勝 愛知県立明和高等学校
敢闘賞 攻玉社高等学校

## 第6回（2013年）数学甲子園 結果
優勝 東海高等学校
準優勝 攻玉社高等学校
敢闘賞 開成高等学校

## 第7回（2014年）数学甲子園 結果
優勝 灘高等学校
準優勝 駒場東邦高等学校
敢闘賞 開成高等学校

## 第8回（2015年）数学甲子園 結果
優勝 神戸女学院高等学部
準優勝 滝高等学校
敢闘賞 灘高等学校

## 第9回（2016年）数学甲子園 結果
優勝 滝高等学校
準優勝 栄光学園高等学校
敢闘賞 麻布高等学校

## 第10回（2017年）数学甲子園 結果
優勝 灘高等学校
準優勝 南山高等・中学校女子部
敢闘賞 大阪星光学院高等学校

## 第11回（2018年）数学甲子園 結果
優勝 栄光学園高等学校
準優勝 灘高等学校
敢闘賞 愛知県立明和高等学校

## 第12回（2019年）数学甲子園 結果
優勝 栄光学園高等学校
準優勝 灘高等学校
敢闘賞 開成高等学校